# DAF YA-328

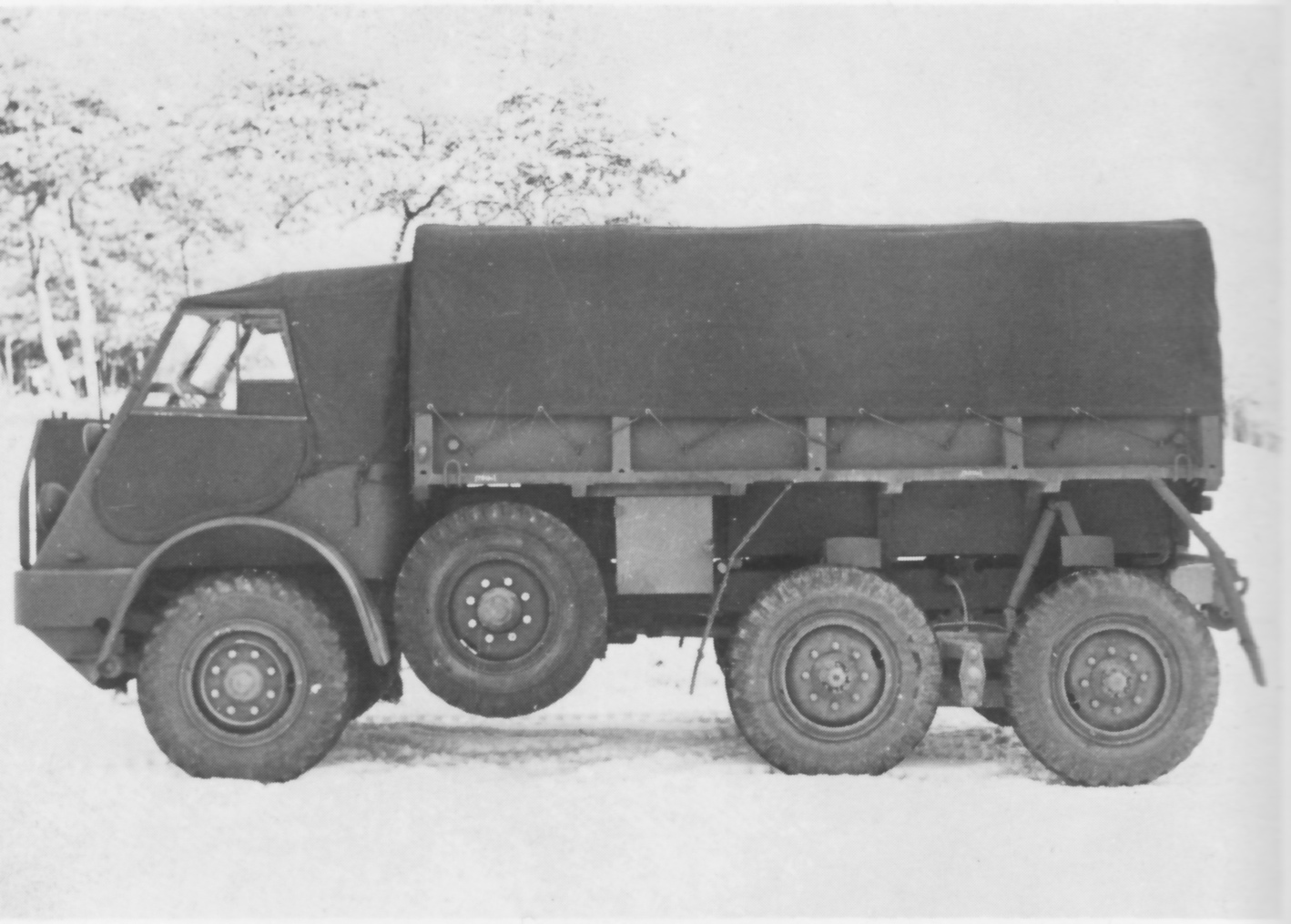
Prototype DAF YA 318-artillerietrekker

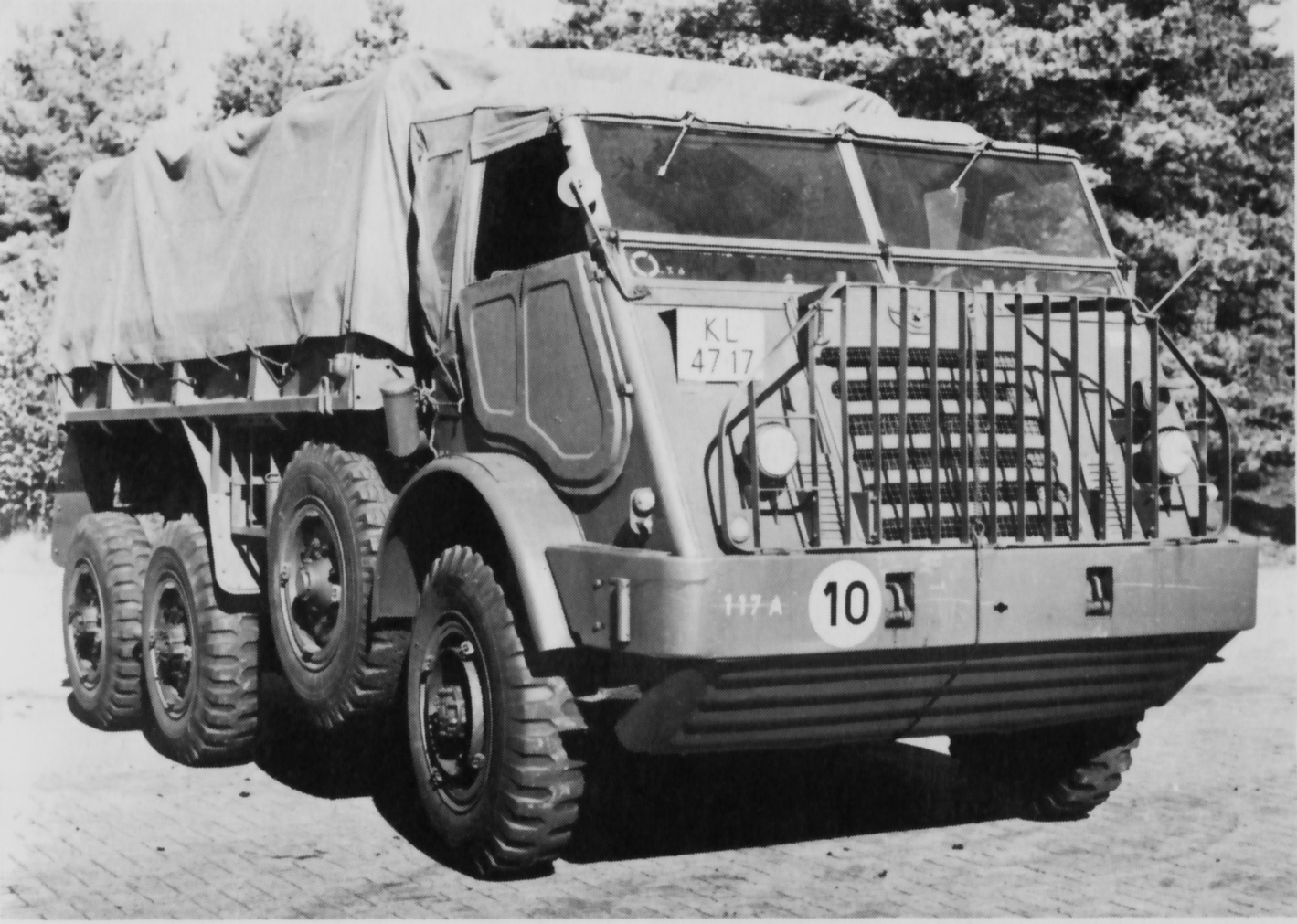
DAF YA 328-artillerietrekker

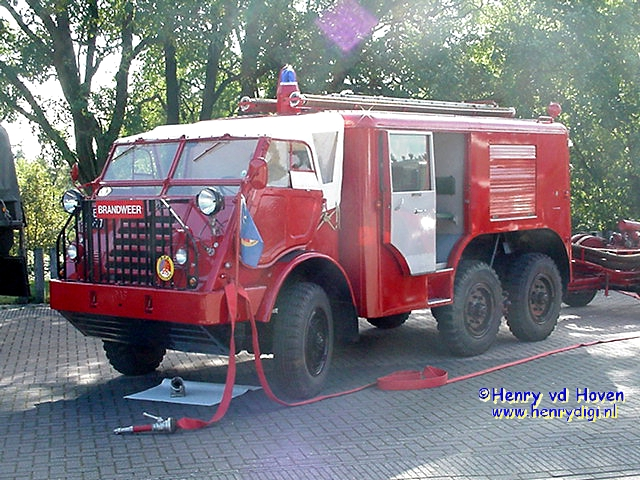
DAF YA 328-Brandweerauto. J. Grippeling.

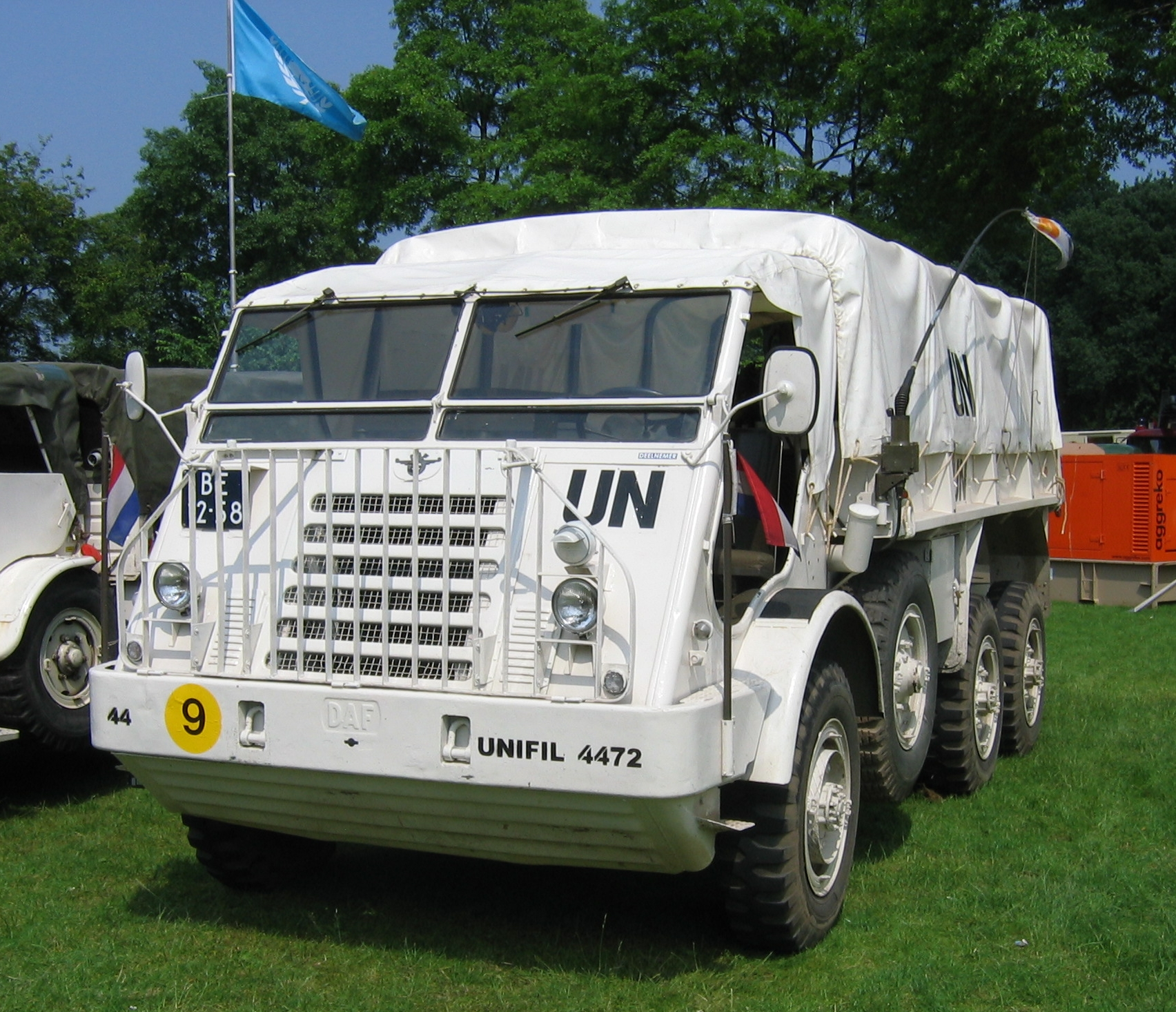
"Dikke DAF" YA 328 Cargo in VN-uitvoering

De Daf YA 318 (prototype) en YA 328 (productieversie) zijn middelzware militaire vrachtauto's, geproduceerd voor de Nederlandse krijgsmacht door de Nederlandse vrachtautofabriek DAF.

## Algemeen
In de jaren vijftig van de 20e eeuw ontstond bij de Koninklijke Landmacht de noodzaak om het rijdend materieel te vervangen. De bestaande voertuigen waren na de Tweede Wereldoorlog door de Landmacht tweedehands verkregen via het MDAP uit de voertuigdumps van de Geallieerden. Doordat deze voertuigen een mix van Engelse en Amerikaanse voertuigen vormden, bleken onderhoud en aanvoer van reservedelen een logistiek probleem en standaardisatie was daarom noodzakelijk.
Op 20 december 1951 ontving DAF een grote regeringsorder van 175 miljoen gulden voor de levering van, in eerste instantie, 3.600 stuks voertuigen aan de Koninklijke Landmacht.
Er werden twee verschillende voertuigen ontwikkeld: de DAF YA-126 en de hier beschreven YA-318/328.

### Typeaanduiding
De 328's werden in soldatentaal "Dikke Daf" genoemd, vanwege het karakteristieke, zware motorgeluid en de imposante verschijning.
De officiële typeaanduidingen zijn op de volgende manier samengesteld:
Y = militair voertuig
A = algemeen, (F = fuel, C = crashtender)
3 = laadvermogen in tonnen,
1 resp. 2 = de serie,
8 = het aantal draaiende wielen.
In dit geval 8 omdat de twee hooggeplaatste reservewielen meegeteld worden daar deze vrijdraaiend gemonteerd zijn en als nevenfunctie dienen als "steunwielen".
Van deze totaal acht wielen worden op de weg alleen de vier achterwielen aangedreven en in het terrein zes wielen via de extra inschakelbare voorwielaandrijving.
Deze trucks waren voorzien van de, door H. van Doorne gepatenteerde, H-aandrijving.

## YA 318: De prototypen en voorserie
Het voornaamste verschil met de 328 bestaat uit een lichtere motor en een vier- in plaats van vijfversnellingbak. Er waren twee prototypes en de vóórserie telde 298 stuks.
- 81 stuks zijn gebouwd als YF-318 ("F" voor fueltanker) en geleverd aan de U.S. Air Force.
- 9 stuks, in civiele uitvoering, zijn geleverd aan de Bataafse Petroleum Maatschappij voor gebruik in Nederlands-Nieuw-Guinea en waren uitgevoerd met koppelschotel en bedoeld als trekker voor opleggers.
- 210 stuks (inclusief de twee prototypes) zijn, als artillerietrekker uitgevoerd, geleverd aan de Landmacht. In het midden van de jaren vijftig zijn de lieren en trekhaken verwijderd vanwege veelvuldige breuk van de trekhaken, de wagen werd daarna "vrachtauto a.d., 3 ton 12 v" genoemd. Een aantal heeft tot het einde van de jaren zestig gereden bij de AAT (Ripperdakazerne, Haarlem). Eind jaren zestig, begin zeventig zijn de YA 318's verkocht aan handelaren die enkele exemplaren doorverkochten aan burgerbedrijven ten behoeve van de opbouw van kranen. Het grootste deel is gesloopt, waarbij tandemstellen en versnellingsbakken door de KL zijn teruggekocht ten behoeve van de slinkende onderdelenvoorraden voor de YA 328 en respectievelijk YA 126/314.

## YA 328: De productieversie
Van de YA 328 zijn er tussen 1952 en 1958 4.510 stuks geproduceerd in vier varianten:

### Uitvoeringen
- Artillerietrekker: 1.080 stuks
- Cargo, met lier: 699 stuks
- Cargo zonder lier: 2.731 stuks
- Crashtender: 6 (of 8?) stuks
- Brandweer uitvoering: 4 stuks. KN-02-33 / KN-02-34 / KL -23-32 / KL-27-73.

#### Artillerietrekker
De artillerietrekkers, herkenbaar aan de kortere laadbak en een hekwerk in plaats van "laadklep" waren bedoeld voor het lichtere geschut en zijn altijd uitgerust met een lier, die is gekoppeld aan de trekhaak. Deze lierconstructie werd door ir. Hub van Doorne (DAF) voor de Tweede Wereldoorlog ook al toegepast bij de, mede door hem ontwikkelde, Trado-conversies.
Voordelen van deze constructie zijn:
- Wanneer de trekker – met aangehaakt kanon – vast dreigde te lopen in zwaar terrein, kon de chauffeur vanuit de cabine de trekhaak van de trekker ontkoppelen. De trekker reed alleen verder en lierkabel mét de trekhaak liep dan af, zodat de last bleef staan. Eenmaal op vaste grond kon men dan met behulp van de lier het kanon weer naar de trekker slepen. De trekhaak koppelde dan weer automatisch aan de trekker, waarop weer samen verder kon worden gereden of, indien noodzakelijk, men de procedure kon herhalen.
- Omdat het mogelijk was voor de trekhaak om het koppeloog als het ware van de grond "op te pikken" was het voor één persoon ook mogelijk om het geschut aan de trekker te koppelen.
- Het geschut is snel uit stelling te halen doordat de trekker niet voor het geschut gemanoeuvreerd hoeft te worden. Het is mogelijk het stuk naar de trekker te slepen.

#### Cargo
Hiervan is verreweg het grootste aantal geproduceerd in twee versies; met en zonder lier. Grootste verschil ten opzichte van de artillerietrekker was de iets langere laadbak en de dichte achter-(laad)klep. De YA 328 met lier kon, als de achterbumpers werden afgenomen, ingezet worden als trekker ten behoeve van het 25-ponder geschut.

#### Crashtender YC-328
Op het chassis van de YA-328 is, in samenwerking met Defensie, een kleine serie van 6 (of wellicht 8) crashtenders ontwikkeld voor het bestrijden van vliegtuigbranden. Deze waren gestationeerd op de vliegvelden van de Marine Luchtvaartdienst. Naar verluidt was de YC-328 eerst bedoeld voor de Luchtmacht, maar die kreeg Amerikaanse wagens. Daarom zijn deze YC-328 uiteindelijk naar de Marine gegaan. Hoeveel crashtenders er totaal gebouwd zijn, is niet te achterhalen. Op het Johan Adolf Pengel International Airport in Suriname was er ook één in gebruik. Het is niet bekend of er ergens nog een YC-328 bestaat.

#### Brandweerwagen YA-328
Aan het einde van de jaren vijftig zijn er twee YA-328-brandweerwagens gebouwd. KN-02-33 ( Daf Museum ) en dienst gedaan op Mc Bergen. KN-02-34 ( Defensie). En dienst gedaan op het Piroc / Harskamp.Later zijn er op het chassis van twee artillerietrekkers opnieuw twee brandweerauto's gebouwd. KL-27-73. Dienst gedaan op Dongen, daarna naar Grave / Driehuis. En de KL-23-32. Dienst gedaan op ICW Woerden. De motoren zijn, voor zover bekend, alle voorzien van dubbele carburateurs. De carrosserie-opbouwen verschillen onderling van alle 4 de voertuigen. Alle vier voertuigen bestaan nog:           1 x   J. Grippeling. ( KL-27-73 ) 1x St. La Courtine. ( KL-23-32 ) 1 x DAF Museum. ( KL-02-33 ) 1 x Inf. Museum Harskamp. ( KL-02-34 ).De opbouwen zijn gemaakt door firma Kronenburg voor 19.000 gulden. Daarnaast is er nog een vijfde YA-328 die dienst deed als brandweerwagen. ( KL-39-52 )namelijk bij ASK 't Harde een tot watertankwagen omgebouwde artillerietrekker. Deze laatste wagen is gesloopt.

## In de praktijk
De 328 was geen eenvoudige auto om mee te rijden. Het ontbreken van stuurbekrachtiging en de, niet-gesynchroniseerde versnellingsbak, die alleen opgeschakeld kon worden door middel van "double clutching" en teruggeschakeld met double clutching in combinatie met tussengas, heeft menig chauffeur tot wanhoop gedreven. Als de chauffeur op de vlakke weg van de eerste tot en met de vijfde versnelling, zonder kraken of "tandenpoetsen", kon op- en terugschakelen, dan moest dat ook nog in het terrein en op een helling lukken. Dan kwam het beroemde "3 laag – 2 hoog" om de hoek kijken.
Voorbeeld: Wilde men met de 328 – tegen een helling op, of in het terrein– wegrijden en van 1 naar 2 schakelen dan stond de truck, vóórdat de chauffeur de mogelijkheid had de tweede versnelling in te schakelen, alweer stil omdat het, gezien de ongesynchroniseerde versnellingsbak, noodzakelijk was te wachten tot het toerental van de motor voldoende gedaald was om zonder tandwielknarsen te kunnen schakelen.
De oplossing hiervoor was: wegrijden in de derde versnelling van de lage gearing en vervolgens naar de tweede versnelling van de hoge gearing schakelen. Die "stap" was minder groot dan die tussen de eerste en tweede versnelling van de hoge gearing. Daartoe moesten twee verschillende poken, de normale versnellingshandel én die van de tussenbak, gelijktijdig bediend worden.
De lesuitvoering was uitgerust met een metalen stang (van circa een meter lengte) vóór de bijrijdersstoel, waarmee de rijinstructeur het remsysteem kon bedienen, het zogenaamde "ho-ijzer”. De koppeling werd dan meestal niet ingetrapt waardoor de motor dus afsloeg. Lesgeven was sowieso een hele toer in dit voertuig omdat de motor, geplaatst tussen de instructeur en leerling, zo veel herrie maakte dat communicatie vrijwel onmogelijk was. Instructeurs hadden dan ook vaak een stokje bij zich waarmee op de binnenhelm van de leerling 'getikt' werd wanneer zij de aandacht wilden trekken. Tijdens de rijlessen werden de juiste schakelmomenten aangegeven door tikken met een stok op de metalen motorkap.
De 318 en 328 hadden geen verwarming. De cabine, met neerklapbare zijruiten en uitneembare deuren, kon alleen verwarmd worden door de schotten van de, tussen de stoelen geplaatste, motorkap op een kier te zetten, waardoor de motorwarmte (maar ook de herrie en oliedampen) de cabine instroomde. In de zomer werd er regelmatig zonder portieren gereden, een canvas riem in de deuropening moest dan voorkomen dat de chauffeur of bijrijder uit het voertuig vielen. Ook kon het canvasdak (net als dat van de laadbak) verwijderd en de voorruit plat gelegd worden. De kleine gesplitste voorruit was niet voorzien van enige ventilatie of verwarming. In winterse omstandigheden was het dan ook niet eenvoudig goed zicht te blijven houden op het wegdek.
De waarde van het voertuig bedroeg 45.000 gulden.

## Technische gegevens[6]

### YA 318
Motor:
- Merk: Hercules
- Type: JXC zescilinder, 4 takt, zijklep, vloeistof gekoeld
- Brandstof: Benzine
- Vermogen: 102 pk bij 3.200 toerenmin.
- Max. koppel: 285 NM bij 1.400 toerenmin.
- Cilinderinhoud: 4,62 liter

Versnellingsbak:
- Merk/type: Warner, vier versnellingen, gesynchroniseerd.

### YA 328
Motor:
- Merk: Hercules

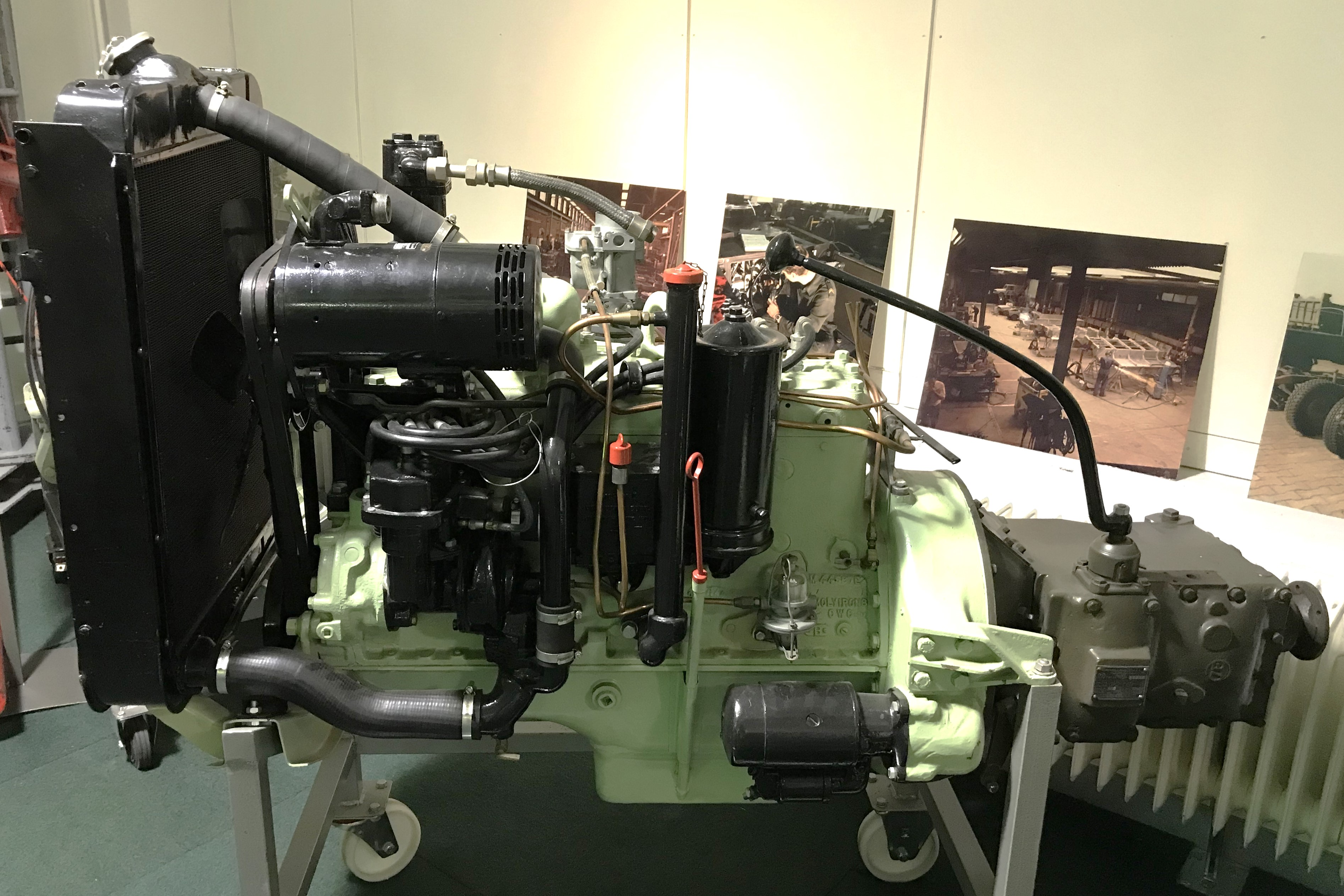
Hercules JXLD benzinemotor

- Type: JXLD zescilinder, 4 takt, zijklep, vloeistofgekoeld
- Brandstof: Benzine
- Vermogen: 132 pk bij 3.200 toerenmin.
- Max. koppel: 375 NM bij 1.400 toerenmin.
- Cilinderinhoud: 5,55 liter.
- Compressieverhouding: 6.5:1
  - De YC 328 was uitgerust met dubbele carburateurs voor meer motorvermogen om sneller de topsnelheid te kunnen bereiken.

Versnellingsbak:
- Merk/type: ZF, constant-mesh, 5-versnellingen, niet gesynchroniseerd.
- Overbrengingsverhoudingen: tussen haakjes YA 318
  - 1e 5,56:1 (6,4:1)
  - 2e 2,93:1 (3,1:1)
  - 3e 1,66:1 (1,7:1)
  - 4e 1,0 :1 (prise directe)
  - 5e 0,786:1 (overdrive) (YA 318 n.v.t.)
  - Achteruit 5,12:1 (7.8:1)

### YA 318 en 328
Onderstaande specificaties gelden voor beide typen, indien anders vermeld .
Reductiebak met differentieel en PTO:
- Merk: DAF
- Overbrengingsverhoudingen:
  - Pignon en kroonwiel 1.2:1
  - Hoge gearing: 1.214:1
  - Lage gearing: 1.706:1

Verdeelkasten:
- Merk: DAF
- Overbrengingsverhoudingen conische tandwielen: 1.06:1
- Voorzien van intern geplaatste klauwkoppelingen voor het in- en uitschakelen van de voorwielaandrijving

Wormwielkasten:
- Merk: Holroyd
- Overbrengingsverhoudingen:5.2:1

Tussenassen
- Merk: Hardy-Spicer

Voorwielophanging en vering:
- Onafhankelijk
- Twee torsiestaven
- Vier wieldraagarmen
- Dubbel werkende hydraulische schokbrekers

Achterwielophanging en vering
- Enkele draagas met langs-gemonteerde bladveren.
- Tandemaandrijving met balanceerjukken (YA 318 met 16 kogels in de kogelloopbaan per balanceurarm)
- Dubbel werkende hydraulische schokbrekers (YA 318 afwijkend klein type achter)

Remsysteem:
- Hydraulisch met luchtbekrachtiging, (YA 318 vacuümbekrachtigd)

Elektrische installatie:
- Boordspanning:24 volt (YA 318 12 volt)
- 2 accu's van 12 volt elk, (YA 318 1 x 12 volt accu)
- Capaciteit: 120 Ah.

### Afmetingen en gewichten
- Hoogte: 2650 mm
- Lengte: 6130 mm
- Breedte: 2400 mm
- Gewicht: 6000 kg (YA 318 5780 kg)
- Laadvermogen: 3000 kg (YA 318 in terrein 2000 kg)
- Max. totaal gewicht: 9000 kg (YA 318 8780 kg)
- Max. vooras druk: 3500 kg
- Max. Achteras/Tandemstel: 5500 kg

### Prestaties
- Max. snelheid op de weg: 82 km/h (YA 318 met belading 70 km/h)
- Brandstofverbr. op de weg: 1:1,5 km (YA 318 1:3 km)
- Actieradius op de weg: 315 km (YA 318 500 km)
- Draaicirkel: 16 meter
- Klimvermogen: 50%
- Waadvermogen: 75 cm
- Bodemvrijheid: 42 cm
- Op-afloophoek: 40°

### Uitrusting
- Bandenpompinstallatie dankzij het luchtdruksysteem voor de rembekrachtiging (op de YA 318 niet aanwezig)
- Twee brandstoftanks van elk 105 liter, (YA 318: 1 x 165 liter)
- Twee jerrycans van elk 20 liter.

## Productiecijfers en kentekens YA 328[3][7]
(AT = Artillerietrekker, C = Cargo, C/L = Cargo met Lier)

### 1953
- type: 
  - 1 kentekens: KL-16-86 cargo
- type: C/L
  - aantal:1 stuk
  - kenteken: KL-16-51

### 1953/56
- type: C
  - aantal: 1999 stuks
  - kentekens: van KL-16-52 − KL-36-50   .   KL-16-86 betreft het oudste exemplaar
- type: C/L
  - aantal: 298 stuks
  - kentekens: van KL-36-51 − KL-39-48
- type: AT
  - aantal: 300 stuks
  - kentekens: van KL-39-51 − KL-42-50

### 1954
- type: C
  - aantal: 100 stuks
  - kentekens: van KL-15-51 − KL-16-50

### 1956
- type: AT
  - aantal:300 stuks
  - kentekens: van KL-42-51 − KL-45-50

### 1956/58
- type: C
  - aantal: 630 stuks
  - kentekens: van KL-88-01 − KL-94-30

### 1957
- type: AT
  - aantal: 300 stuks
  - kentekens: van KL-12-51 − KL-15-50

### 1958
- type: AT
  - aantal: 180 stuks
  - kentekens: van KL-45-51 − KL-47-30
- type: C/L
  - aantal: 400 stuks
  - kentekens: van KL-84-01 − KL-88-00

## Productiecijfers en kentekens YC-328
Geleverd aan de Koninklijke Marine:

### 1954
- type YC 328
  - aantal: 1 st.
  - kenteken: KM-94-00

### 1955
- type YC 328
  - aantal: 1 st.
  - kenteken: KM-95-72

### 1956
- type YC 328
  - aantal: 2 st.
  - kentekens: KM-96-72 en KM-96-73

### 1957
- type YC 328
  - aantal: 2 st.
  - kentekens: KM-97-15 en KM-97-16
N.B. De eerder genoemde YC-328 op vliegveld Johan Adolf Pengel International Airport (voorheen: Vliegveld Zanderij) had het Surinaamse burgerkenteken: 333-D.

## Opvolging
Eind jaren zeventig van de 20e eeuw zijn de YA 328 Cargo's (net als YA 314/324 en een aantal YA 126's) gefaseerd vervangen door DAF YA-4440. De YA 328-artillerietrekker werd overbodig doordat het getrokken geschut zwaarder werd met de komst van de M114/39 en de FH 70, die getrokken werden door de DAF YA-616 en later door de DAF YHZ 2300. Veel 328's zijn door verkoop via de Dienst Domeinen terechtgekomen bij liefhebbers en op civiel kenteken gezet. Vaak wordt door hobbyisten de benzine- door een dieselmotor vervangen, een ingreep die het brandstofverbruik aanzienlijk verlaagt, aangezien het gemiddeld benzineverbruik rond de 1 liter op 1,5 kilometer bedroeg.